# 馬爾泰勒 (愛荷華州)
馬爾泰勒（英語：Martelle）是一個位於美國愛荷華州瓊斯縣的城市。

## 地理
馬爾泰勒的座標為42°01′14″N 91°21′30″W / 42.02056°N 91.35833°W，而該地的平均海拔高度為277米（即909英尺）。

## 人口
根據2010年美國人口普查的數據，馬爾泰勒的面積為0.88平方千米，當中陸地面積為0.88平方千米，而水域面積為0.00平方千米。當地共有人口255人，而人口密度為每平方千米289人。